# Салинон

Салинон (красный) и круг (синий) имеют равные площади.

Салинон — это плоская геометрическая фигура, образованная четырьмя полуокружностями. Впервые исследована Архимедом.

## Построение
Пусть A, D, O, E, и B — пять точек, лежащих на одной прямой, таких, что AO=OB и AD = EB. В одной полуплоскости построены полуокружности с диаметрами AB, AD и EB. В другой полуплоскости построена полуокружность с диаметром DE. Фигура, ограниченная этими полуокружностями, и есть салинон.

## Свойства

### Площадь
Площадь салинона равна площади круга с диаметром CF.
{\displaystyle A={\frac {1}{4}}\pi \left(r_{1}+r_{2}\right)^{2}.}

### Арбелос
Если точки D и E совпадают с O, то салинон вырождается в арбелос.